# Bengt Söderberg
Bengt Otto Söderberg, född 8 februari 1931 i Siljansnäs församling i Kopparbergs län, död 4 februari 2024 i Siljansnäs distrikt i Dalarnas län, var en svensk meteorolog.

## Biografi
Söderberg avlade filosofie kandidat-examen 1958 och filosofie licentiat-examen 1962. Han var meteorolog vid Västmanlands flygflottilj 1954–1956 och vid väderleksavdelningen på Flygstaben 1956–1960, varpå han var stabsmeteorolog vid Flygstaben 1960–1965. Åren 1961–1962 var han sysselsatt med utvecklingsarbete för Försvarets forskningsanstalt och 1964 erhöll han majors tjänsteklass. Åren 1964–1966 var han forskningsingenjör vid National Center for Atmospheric Research i USA. År 1965 erhöll han överstelöjtnants tjänsteklass och var 1965–1971 förste stabsmeteorolog vid Flygstaben. Åren 1971–1984 var han chef för vädertjänstledningens planeringsavdelning vid Flygstaben, från 1982 med överstes tjänsteklass. Han var därefter verksam vid Flygstabens produktionsledningsavdelning 1984–1986 för att 1986 erhålla överste av första gradens tjänsteklass. Åren 1986–1991 var han chef för Vädertjänstledningen i Flygstaben och personalkårschef för Meteorologkåren.
Bengt Söderberg invaldes som ledamot av Kungliga Krigsvetenskapsakademien 1988.